# 함평 모씨
함평 모씨(咸平牟氏)는 전라남도 함평군을 본관으로 하는 한국의 성씨다.

## 역사
《함평모씨세보(咸平牟氏世譜)》에 따르면, 시조 모경(牟慶)은 중국 홍농(弘農) 출신으로, 북송 흠종 때 대사마대장군(大司馬大將軍)이 되어 고려에 사신으로 왔다가 이자겸의 모반 음모를 저지하여 일등공신(一等功臣)에 서훈되었다. 그 후 귀국하여 홍농후(弘農侯)에 봉해졌으나 금나라가 송경(宋京)을 침입하고 휘종과 흠종 두 황제를 납치해 가자 고려에 도움을 청하러 나왔다가 송나라가 패망하자 고려에 귀화하였다고 한다. 고려에서는 그를 후대하여 평장사(平章事)의 벼슬을 내리고 모평군(牟平君)에 봉하였다고 한다.

## 인물
- 모순(牟恂) : 부친은 첨정(僉正) 모세택(牟世澤)이고, 장인은 정존(鄭存)이다. 김종직의 부친 김숙자(金叔滋)와는 과거시험을 치를 때 알게 되어 교유하는 사이가 되었다. 1417년(태종 17) 정유(丁酉) 식년시(式年試) 동진사(同進士) 6위에 급제하여 거창현감(居昌縣監), 좌우헌납, 사헌부장령(司憲府掌令), 사헌집의(司憲執義), 지사간원사(知司諫院事), 좌사간(左司諫), 의정부(議政府)의 사인(舍人)과 검상(檢祥) 등을 지냈는데 지합천군사(知陜川郡事)로 재임하던 중에는 선정을 베풀었다. 1443년(세종 25)에는 군기감정(軍器監正)으로서 체찰부사(體察副使)의 임무를 띄고 일본(日本)의 도적들이 납치해 간 조선 백성을 찾아오기 위해 7월말에 대마도(對馬島)에 가서 11월초에 돌아왔다. 이때 적왜(賊倭)를 잡은 공로로 두 자급(資級)이 올랐다. 1446년(세종 28) 전제소별감(田制所別監)에서 회양부사(淮陽府事)를 제수받았다. 1455년(세조 1)에 원종공신(原從功臣) 2등에 녹훈(錄勳)되었으나, 세조의 회유를 끝내 거절하여 진주(晉州)로 유배를 가 사봉면(寺奉面) 방촌리 뇌동에서 세상을 떠나니 괘종산에 장사하고 후손들이 대대로 방촌리 등건(登巾)에 살았다. 효자로 이름나 정문(旌門)이 세워졌고, “효자 통정대부 행 좌사간 함평모공순지려(孝子通政大夫行左司諫咸平牟公恂之閭)”라 음각된 진주 모순 정려비는 경상남도 문화재자료 제595호로 지정되었다.
- 모정(牟禎), 모극심(克諶), 모수명(牟受明), 모윤성(牟允誠) :  임진왜란 때 의병을 일으켜 왜병과 대적
- 모유추(牟有秋) : 모정(牟禎)의 증손. 1662년(현종 3년) 무과에 급제하여 양덕현감(陽德縣監)을 지냈다.
- 모일성(牟一成) : 언양현감(彦陽縣監)
- 모세무(牟世茂, 1637년 ~ ?) : 조선 숙종 때 흥양현감(興陽縣監)
- 모세번(牟世蕃, 1640년 ~ ?) : 모세무의 동생. 1669년(조선 현종 10년) 문과에 급제하여 현감(縣監)을 지냈다.
- 모경관(牟景觀, 1709년 ~ ?) : 1750년(영조 26) 문과에 급제하여 좌랑(佐郞)을 지내고, 1757년(영조 33)부터 1759년까지 제주판관(濟州判官)을 지냈다.
- 모달겸(牟達謙, 1749년 ~ 1821년) : 1789년(정조 13) 식년문과에 병과로 급제하여 이듬해 경양찰방(景陽察訪)에 임명된 뒤 1792년 성균관전적(成均館典籍)·예조좌랑(禮曹佐郎)을 지냈고, 1793년 황해도사(黃海都事)·훈련주부(訓鍊主簿)를 거쳐 1803년 보시관(補試官)에 임명되었고, 1806년 성균관직강(成均館直講)·온릉영(溫陵令)을 지냈다. 1811년 사헌부장령(司憲府掌令)에 재임시에는 민막(民瘼) 및 과폐(科弊) 구제에 관한 상소문을 올렸다. 사헌부장령으로 있으면서 바른말을 잘하고 권신간배들을 가차없이 탄핵하여 ‘모장령의 직언(直言)’이라는 말을 들었다. 1812년 예조좌랑, 1813년 사헌부장령과 전주의 복시관(覆試官)을 역임하였으며, 1814년 통례원좌통례(通禮院左通禮)·대정현감(大靜縣監)을 지내면서 청백한 관리생활로 송덕비(頌德碑)가 세워졌다.[1]
- 모수명(牟受明) : 조선 말기의 서예가. 호 기초(箕樵). 전남 함평 출신. 초서와 해서를 잘 썼다. 만년에 호남지방을 돌아다니며 서법(書法)을 가르쳤다. 이때 3개월 내에 일정한 수준에 이르지 못하면 수업료 200냥을 받지 않았다 한다. 그의 서체(書體)를 모체(牟體)라 한다.
- 모광정(牟光炡) : 고려 의종 때 밀직부사를 역임했다.
- 모호(牟皓) : 명종조에 전서를 지냈다.
- 모충이(牟沖伊) : 한국의 독립운동가, 의병장. 1990년 건국훈장 애국장을 추서받았다.

### 현대 인물
- 모창배(牟昌培, 1948년 ~ 2012년) : 前 한국대학농구연맹 회장
- 모강인(牟康仁, 1957년 ~ ) : 제24대 경찰청 차장, 11대 해양경찰청장
- 모철민(牟喆敏, 1958년 ~ ) : 주프랑스대한민국대사관 대사, 국민대학교 석좌교수, 대통령비서실 교육문화수석, 前 청와대 수석
- 모종화(牟鐘和, 1957년 ~ ) : 예비역 육군 중장, 제25대 병무청장
- 모태범(牟太釩) : 스피드스케이팅 선수
- 모은희(牟銀熙, 1977년 ~ ) : KBS 보도본부 기자
- 다니엘 마쉬 (모지혜) (2005년~):걸그룹NewJeans 멤버
- 모찬주(1987년 ~ ) : 의료경영컨설턴트
- 모수빈: (1995년~): 육각형 인재
- 모경종: 제 22대 국회의원
- 모창민: 야구 선수
- 모상기: 야구 선수
- 모성준: 판사
- 모완일: 드라마 PD
- 모지수: 쇼트트랙 선수
- 모영광: 실종 사건 피해자
- 모영호: 댄서
- 모용훈: 前 농구 선수
- 모지안: 現 전주 MBC 아나운서
- 모재현: 축구선수
- 모규나: 한국-호주 복수국적인 대한민국의 가수
- 모형규: 대영IOT 최고기술책임자 (CTO), 2024년 2월 대한민국 엔지니어상 수상
- 모성연 : 아카펠라 그룹 다이아 소프라노 가수

• 모선미 : 해금 연주자.  대표곡 '월하정인', '꽃샘바람에 흔들린다면 너는 꽃', '구름같이 허다한' 외 다수. 평택 지영희류 대회 종합대상 수상

## 과거 급제자
함평 모씨는 조선시대 문과 급제자 5명을 배출하였다.
문과
모경관(牟景觀) 모달겸(牟達兼) 모세무(牟世茂) 모세번(牟世蕃) 모순(牟恂)
무과
모옥성(牟沃成) 모유추(牟有秋) 모두해(牟斗海)
생원시
모응삼(牟應三)

## 본관
함평(咸平)은 전라남도 서부에 위치한 지명이다. 백제의 다지현(多只縣)이었는데, 신라에서 다기현(多岐縣)으로 고쳐서 무안의 영현이 되었다. 고려 태조 때 다기현을 모평현(牟平縣)으로 바꾸었고, 1018년(현종 9) 영광군의 속현이 되었다가 1172년(명종 2) 감무가 파견되었다. 1409년(조선 태종 9년) 모평현(牟平縣)을 함풍현(咸豊縣)과 합하여 함평현(咸平縣)으로 개편하였다.
《세종실록지리지》에 모평(牟平)의 성으로 모(牟)씨가 기록되어 있다.
1896년 전라남도 함평군이 되었다.

## 분파
- 2000년 5,546가구 17,939명
- 2015년 함평 모씨 20,543명 + 함풍 모씨 101명 = 20,644명